# دیوچیباره
دیوچیباره (به صربی: Divčibare) یک منطقهٔ مسکونی در صربستان است که در والیفو واقع شده‌است. دیوچیباره ۲۱٫۵۶ کیلومتر مربع مساحت و ۱۴۱ نفر جمعیت دارد و ۹۷۵ متر بالاتر از سطح دریا واقع شده‌است.